# Olympisch kwalificatietoernooi voetbal 2016 (UEFA vrouwen)
Het Olympisch kwalificatietoernooi voetbal 2016 voor vrouwen van de UEFA bepaalde welk Europees land zich kwalificeerde voor het voetbaltoernooi van de Olympische Spelen 2016 in Rio de Janeiro, Brazilië. Het toernooi werd gehouden van 2 tot en met 9 maart 2016 in Nederland. 
Aan dit kwalificatietoernooi deden Nederland, Noorwegen, Zweden en Zwitserland mee. Zweden won het toernooi en plaatste zich net als Duitsland en Frankrijk voor de Olympische Spelen. Duitsland en Frankrijk hoefden door hun resultaat op het wereldkampioenschap voetbal voor vrouwen niet deel te nemen aan dit toernooi.

## Deelnemende teams
| Team        | Positie in Wereldkampioenschap voetbal vrouwen 2015 | kwalificatie voor Olympische Spelen 2016 |
| ----------- | --------------------------------------------------- | ---------------------------------------- |
| Engeland    | 3e plaats                                           | niet gerechtigd voor deelname            |
| Duitsland   | 4e plaats                                           | gekwalificeerd                           |
| Frankrijk   | Kwartfinalist                                       | gekwalificeerd                           |
| Nederland   | Uitgeschakeld in de laatste 16                      | Play-offs                                |
| Noorwegen   | Uitgeschakeld in de laatste 16                      | Play-offs                                |
| Zweden      | Uitgeschakeld in de laatste 16                      | Play-offs                                |
| Zwitserland | Uitgeschakeld in de laatste 16                      | Play-offs                                |
| Spanje      | uitgeschakeld in de groepsfase                      |                                          |

## Speelsteden
| Den Haag                                         | · Rotterdam Den Haag | Rotterdam                                            | Rotterdam                                                    |
| ------------------------------------------------ | -------------------- | ---------------------------------------------------- | ------------------------------------------------------------ |
| Kyocera Stadion Capaciteit: 15.000 (1 wedstrijd) | · Rotterdam Den Haag | Stadion Woudestein Capaciteit: 3.531 (3 wedstrijden) | Spartastadion Het Kasteel Capaciteit: 11.000 (2 wedstrijden) |
|                                                  | · Rotterdam Den Haag |                                                      |                                                              |

## Groepsfase
| Nr. | Land        | GW | Win | Gel | Ver | DV | DT | +/- | Pnt |
| --- | ----------- | -- | --- | --- | --- | -- | -- | --- | --- |
| 1.  | Zweden      | 3  | 2   | 1   | 0   | 3  | 1  | +2  | 7   |
| 2.  | Nederland   | 3  | 1   | 1   | 1   | 6  | 8  | –2  | 4   |
| 3.  | Zwitserland | 3  | 1   | 0   | 2   | 5  | 6  | –1  | 3   |
| 4.  | Noorwegen   | 3  | 1   | 0   | 2   | 5  | 4  | +1  | 3   |

### Wedstrijden
|                            |           |         |              |                                                                                   |
| 2 maart 2016 19:30 (UTC+1) | Noorwegen | 0 – 1   | Zweden       | Stadion Woudestein, Rotterdam Toeschouwers: 401 Scheidsrechter: Bibiana Steinhaus |
| 2 maart 2016 19:30 (UTC+1) |           | Verslag | 3' Dahlkvist | Stadion Woudestein, Rotterdam Toeschouwers: 401 Scheidsrechter: Bibiana Steinhaus |

|                            |                                |         |                                                                 |                                                                                |
| 2 maart 2016 19:30 (UTC+1) | Zwitserland                    | 3 – 4   | Nederland                                                       | Kyocera Stadion, Den Haag Toeschouwers: 6.658 Scheidsrechter: Kateryna Monzoel |
| 2 maart 2016 19:30 (UTC+1) | Humm 4' Kiwic 74' Bachmann 83' | Verslag | 29' (pen.) Melis 56' Miedema 61' Van den Berg 63' Van de Sanden | Kyocera Stadion, Den Haag Toeschouwers: 6.658 Scheidsrechter: Kateryna Monzoel |

|                            |                                               |         |           |                                                                           |
| 5 maart 2016 19:30 (UTC+1) | Noorwegen                                     | 4 – 1   | Nederland | Het Kasteel, Rotterdam Toeschouwers: 10.599 Scheidsrechter: Teodora Albon |
| 5 maart 2016 19:30 (UTC+1) | Haavi 30' Mjelde 61' Ad. Hegerberg 82', 90+1' | Verslag | 67' Melis | Het Kasteel, Rotterdam Toeschouwers: 10.599 Scheidsrechter: Teodora Albon |

|                            |           |         |             |                                                               |
| 5 maart 2016 19:30 (UTC+1) | Zweden    | 1 – 0   | Zwitserland | Stadion Woudestein, Rotterdam Scheidsrechter: Katalin Kulcsár |
| 5 maart 2016 19:30 (UTC+1) | Seger 44' | Verslag |             | Stadion Woudestein, Rotterdam Scheidsrechter: Katalin Kulcsár |

|                            |                        |         |               |                                                             |
| 9 maart 2016 19:30 (UTC+1) | Zwitserland            | 2 – 1   | Noorwegen     | Stadion Woudestein, Rotterdam Scheidsrechter: Teodora Albon |
| 9 maart 2016 19:30 (UTC+1) | Mauron 32' Kiwic 90+3' | Verslag | 10' C. Hansen | Stadion Woudestein, Rotterdam Scheidsrechter: Teodora Albon |

|                            |            |         |             |                                                         |
| 9 maart 2016 19:30 (UTC+1) | Nederland  | 1 – 1   | Zweden      | Het Kasteel, Rotterdam Scheidsrechter: Kateryna Monzoel |
| 9 maart 2016 19:30 (UTC+1) | Miedema 5' | Verslag | 45' Schough | Het Kasteel, Rotterdam Scheidsrechter: Kateryna Monzoel |

## Gekwalificeerde landen
| Land      | Datum kwalificatie | Vorige deelnames                 |
| --------- | ------------------ | -------------------------------- |
| Frankrijk | 22 juni 2015       | 1 (2012)                         |
| Duitsland | 22 juni 2015       | 4 (1996, 2000, 2004, 2008)       |
| Zweden    | 9 juni 2016        | 5 (1996, 2000, 2004, 2008, 2012) |

## Doelpuntenmakers
2 doelpunten
- Manon Melis
- Vivianne Miedema
- Ada Hegerberg
- Rahel Kiwic

1 doelpunt
- Mandy van den Berg
- Shanice van de Sanden
- Emilie Haavi
- Caroline Graham Hansen
- Maren Mjelde
- Lisa Dahlkvist
- Olivia Schough
- Caroline Seger
- Ramona Bachmann
- Fabienne Humm
- Sandrine Mauron